# ジャイメ・アルヴァレシュ・ペレイラ・デ・メロ

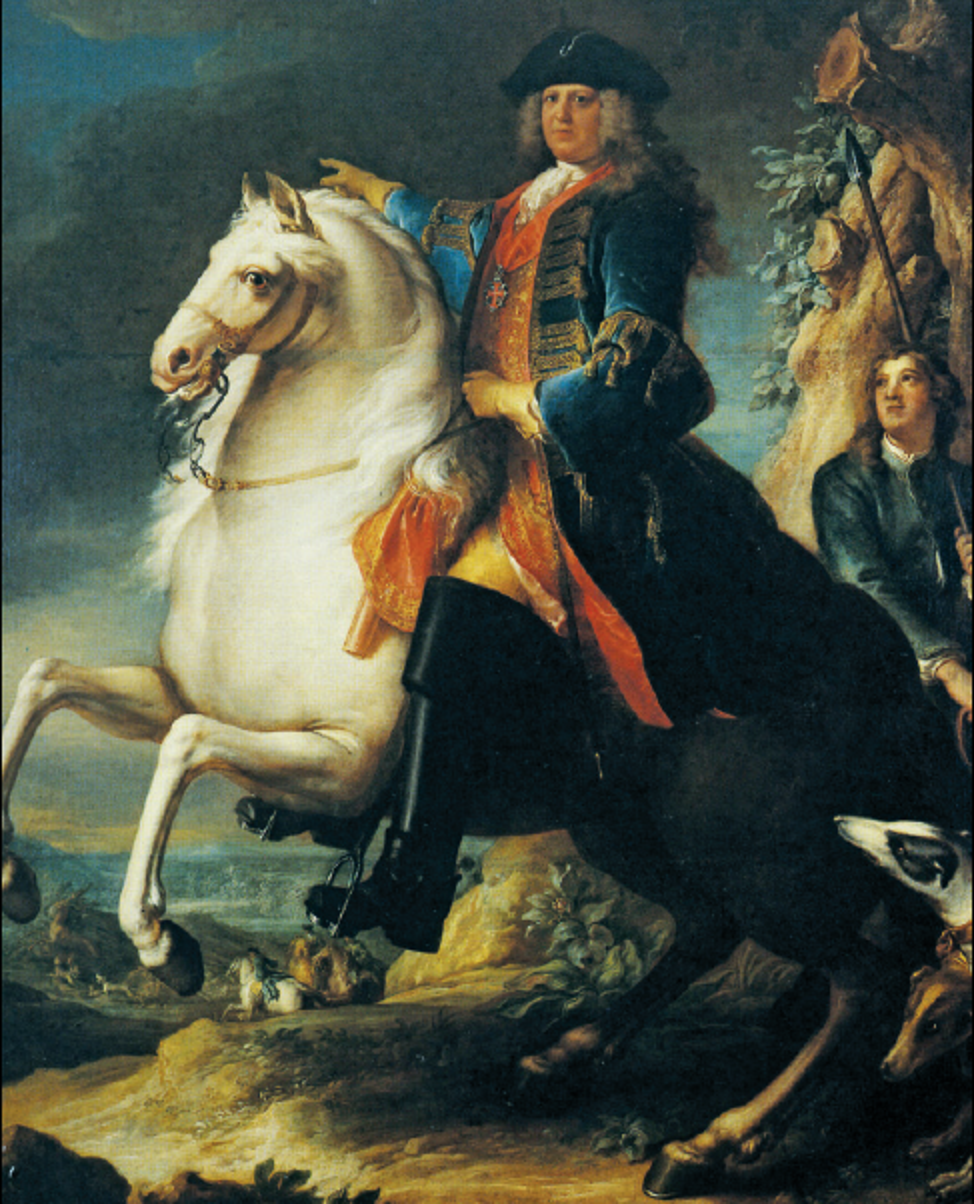
第3代カダヴァル公爵の騎馬像

ジャイメ・アルヴァレシュ・ペレイラ・デ・メロ（Jaime Álvares Pereira de Melo, 3.º Duque de Cadaval, 1684年9月1日 - 1749年5月29日）は、ポルトガルの貴族、政治家。第3代カダヴァル公爵、第5代フェレイラ侯爵及び第6代テントゥガル伯爵。
初代カダヴァル公爵ヌノ・アルヴァレシュ・ペレイラ・デ・メロと、その3番目の妻でフランス貴族アルマニャック伯爵の娘であるマルグリット・ド・ロレーヌ（1662年 - 1730年）の間の息子。1700年、兄ルイシュ・アンブロージョの死で父の後継者となる。1702年兄の未亡人でペドロ2世王の庶出の娘であるルイザ・デ・ブラガンサと結婚し、王の娘婿となる。王室主馬頭の地位にあり、国務会議及び軍事会議のメンバーとなった。1713年には良心と秩序の法廷院長を兼ねた。
1732年に最初の妻と死別、1739年従兄のフランス貴族ランベスク公の娘アンリエット＝ジュリエンヌ＝ガブリエル・ド・ロレーヌ（1722年 - 1761年）と再婚、間に4子をもうけた。
- ヌノ・カエターノ（1741年 - 1771年） - 第4代カダヴァル公爵、レオノール・ダ・クーニャ・イ・ターヴォラ（第6代サン・ヴィセンテ伯爵の姉妹）と結婚
- ジョアナ（夭折）
- マルガリーダ（1745年 - 1804年） - 第5代マリアルヴァ侯爵ディオゴ・ジョゼ・ヴィト・デ・メネゼシュ・ノローニャ・コウティーニョと結婚
- ルイザ・カエターナ（1749年 - 1800年） - 第6代サン・ヴィセンテ伯爵マヌエル・カルルシュ・ダ・クーニャ・イ・ターヴォラ（ポルトガル語版）と結婚